# Niedersaurenbach
Niedersaurenbach ist ein Ortsteil der Gemeinde Ruppichteroth. 

## Geographie
Das Dorf liegt auf den Hängen des Bergischen Landes. Nachbarort sind Hove im Westen, Hambuchen im Norden und Mittelsaurenbach im Osten.

## Geschichte
1644 wurde Niedersaurenbach als freier Hof im Besitz der Herren von Scheidt genannt Weschpfennig bezeichnet. Der Hof musste im Bedarfsfall ein Pferd stellen und hatte zwei Fuder Hafer zu liefern.
1809 hatte der Ort 37 katholische Einwohner.
1910 waren für Niedersaurenbach die Haushalte Tagelöhner Peter Behr, Ackerer Josef Heuser und Gutsbesitzer Heinrich Steeger verzeichnet.